# Viridis Candela
Pour les articles homonymes, voir Viridis et Candela (homonymie).
Viridis Candela (latin : « chandelle verte ») est l'avant-titre de la revue trimestrielle que publie depuis 1950 le Collège de ’Pataphysique. Celle-ci change de nom et de maquette tous les 28 numéros.
Chaque numéro est le plus souvent centré autour d’un thème de recherche ou de la publication d’une œuvre inédite. À la fin ou au début de chaque livraison, une rubrique relate la vie du Collège de ’Pataphysique (activité de ses membres, travaux des sous-commissions, etc.). Pendant l’Occultation du Collège, ce dernier ayant décidé de ne plus avoir d'activité publique, la revue a continué de paraître sous la direction d’un organisme de remplacement le Cymbalum Pataphysicum.
La revue du Collège a découvert et édité de nombreux inédits d’Alfred Jarry ou Julien Torma, et a été la première à publier La Cantatrice chauve d'Eugène Ionesco ou encore les travaux de l’Oulipo (organisme né au sein du Collège). On trouve parmi ses contributeurs les signatures de Boris Vian, Marcel Duchamp, Raymond Queneau, Paul-Émile Victor, Jean Baudrillard, etc.

## Cahiers du Collège de ’Pataphysique(1950-1957)

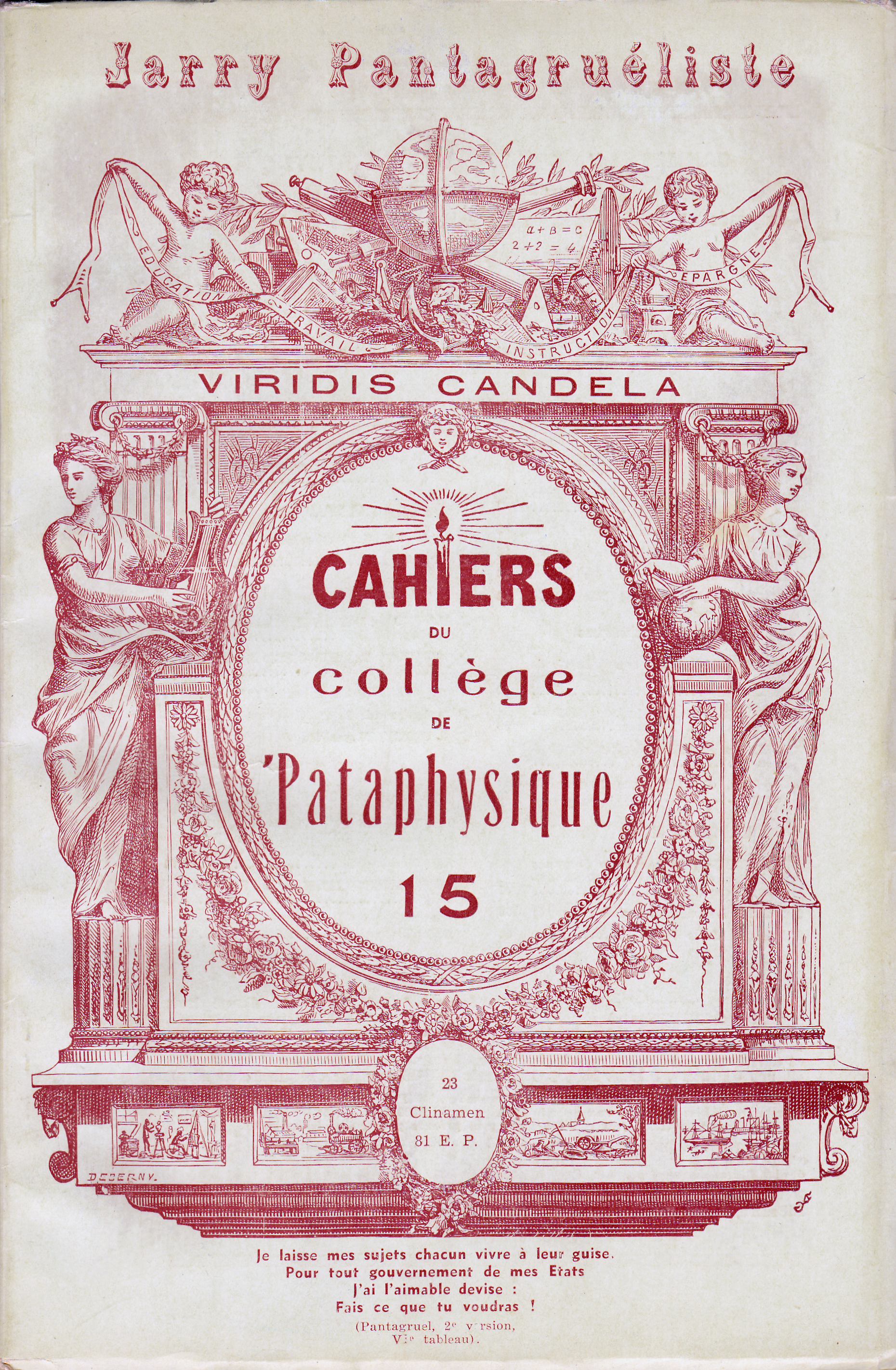
Couverture du numéro 15, consacré à « Jarry Pantagruéliste ».

La première série de la revue, intitulée Cahiers du Collège de ’Pataphysique, paraît de 1950 à 1957. Chaque publication, outre la relation de la vie du Collège, des activités de ses membres contient des chroniques artistiques et est centré autour d'un thème, le plus souvent lié à l'œuvre d'Alfred Jarry.
Les Cahiers ont publié des œuvres inédites d'Alphonse Allais (auquel est consacré le numéro 17-18), Guillaume Apollinaire, Noël Arnaud, Antonin Artaud, Paterne Berrichon, André Blavier, Claudine Chonez, Christophe, Arthur Cravan, Charles Cros, René Daumal (dont le Traité des Patagrammes dans le numéro 16), Marceline Desbordes-Valmore (dont le Serment des Petits Hommes dans le numéro 24), Léon-Paul Fargue, Franc-Nohain, André Gide, Eugène Ionesco (dont La Cantatrice chauve dans les numéros 7 et 8-9) Max Jacob, James Joyce, François Laloux, Pierre Louÿs, Armen Lubin, André Martel, Jean Marvier, Germain Nouveau, Francis Ponge, Jacques Prévert, Raymond Queneau, Arthur Rimbaud (auquel est également consacré le numéro 17-18), Jacques Rigaut, Émile Rossignol, Erik Satie, Anaïs Ségalas, Julien Torma (auquel le numéro 7 est consacré), Paul Valéry et Boris Vian (dont la Lettre sur la sagesse des Nations dans le numéro 11) ainsi qu'un nombre considérable d'inédits de Jarry dont : le Commentaire pour servir à la construction pratique de la Machine à explorer le Temps (2), Les Alcoolisés (8-9), Onésime (20).
L'étude de la vie et de l'œuvre de l'écrivain mayennais occupe entièrement les numéros 3-4 (Ubu), 5-6 (la vie littéraire à l'époque symboliste, César-Antéchrist), 10 (sobrement intitulé « Cahier Jarry »), 15 (sur l'influence de Rabelais dans l'œuvre de Jarry, le numéro 13-14 étant une étude de Rabelais au point de vue pataphysicien), 20 (un complément au cahier Ubu), 22-23 (sur les références des Gestes et opinions du Docteur Faustroll, pataphysicien) et 26-27 (célébrant le cinquantenaire de la mort de l'auteur).

### Liste desCahiers
1. Présentation du Collège et de sa tâche (6 avril 1950)
2. Commentaire pour servir à la construction pratique de la Machine à explorer le Temps (22 septembre 1950)
3-4. Le problème d’Ubu (27 octobre 1950)
5-6. La ’Pataphysique à l’époque symboliste (13 avril 1952)
7. Hommage à Julien Torma (4 septembre 1952)
8-9. Sur la pensée mystique (25 décembre 1952)
10. Cahier Jarry (6 avril 1953)
11. Sur la sagesse des nations (11 juin 1953)
12. Devoir de vacances (29 septembre 1953)
13:14. Rabelais pataphysicien (15 janvier 1954)
15. Jarry pantagruéliste (14 avril 1954)
16. Traité des Patagrammes de René Daumal (8 septembre 1954)
17-18. Centenaire Allais-Rimbaud (20 octobre 1954)
19. L’avenir futur ou non (25 mars 1955)
20. Complément au Cahier Ubu (29 juin 1955)
21. Sur la morale (22 décembre 1955)
22-23. Navigation de Faustroll (12 mai 1956)
24. Marceline Desbordes-Valmore (7 septembre 1956)
25. Sur l’être « On » et le langage (31 décembre 1956)
26-27. Cinquantenaire de Jarry (26 mai 1957)
28. Blanchissage (8 septembre 1957)

## Dossiers acénonètes du Collège de ’Pataphysique(1957-1965)
1-2. Le tableau (17 novembre 1957)
3. Le Temps dans l’art (6 avril 1958)
4. Adam (14 juillet 1958)
5. Olalla, de R.L. Stevenson, nouvelle traduite par Jarry (17 novembre 1958)
6. Les Bâtisseurs d’empire (22 février 1959)
7. Élection de Sa magnificence le Baron Mollet (25 juin 1959) Contient le texte de la pièce d'Eugène Ionesco Scène à quatre.
8. Être et Vivre (1er septembre 1959)
9. Traité des queues (22 décembre 1959)
10-11. Cosmorama de Dubuffet (30 mars 1960)
12. Hommage à Boris Vian (23 juin 1960) Consacré à Boris Vian, ce numéro comprend des textes inédits de celui-ci, ainsi que des articles et contributions signées de Jacques Prévert, Raymond Queneau, Pascal Pia, ou encore des dessins de Siné.
13. Giroscopie de la Gidouille (25 décembre 1960)
14. La trichomonase (31 mars 1961)
15. Georges-Albert Aurier et Irénée (29 juin 1961) Consacré à George-Albert Aurier, qui « à diverses reprises a senti l'interférence du Symbolisme et de ce qu'on ne nommait pas encore la 'Pataphysique. »  Il comporte de nombreux textes de l'auteur et des études réalisées par des membres du Collège.
16. Centenaire de la découverte de pôle Nord par le capitaine Hatteras (1er septembre 61)
17. Exercices de littérature potentielle 22 sable LXXXIX (22 décembre 1961) Contient la définition de la « méthode S+7 » due à Jean Lescure.
18-19. Le goûter des généraux (29 mars 1962)
20. Études sur les œuvres de Raymond Queneau (6 juillet 1962)
21. Inédits de Julien Torma (1er novembre 1962)
22-24. Belles lettres (7 septembre 1963)
25. Institutum Pataphysicum Mediolanense (3 mars 1964)
26. Album de l’Antlium (8 juin 1964)
27. La Dragonne (18 janvier 1965)
28. Géographie et Histoire du Collège (8 juin 1965)

## Subsidia Pataphysica(1965-1975)

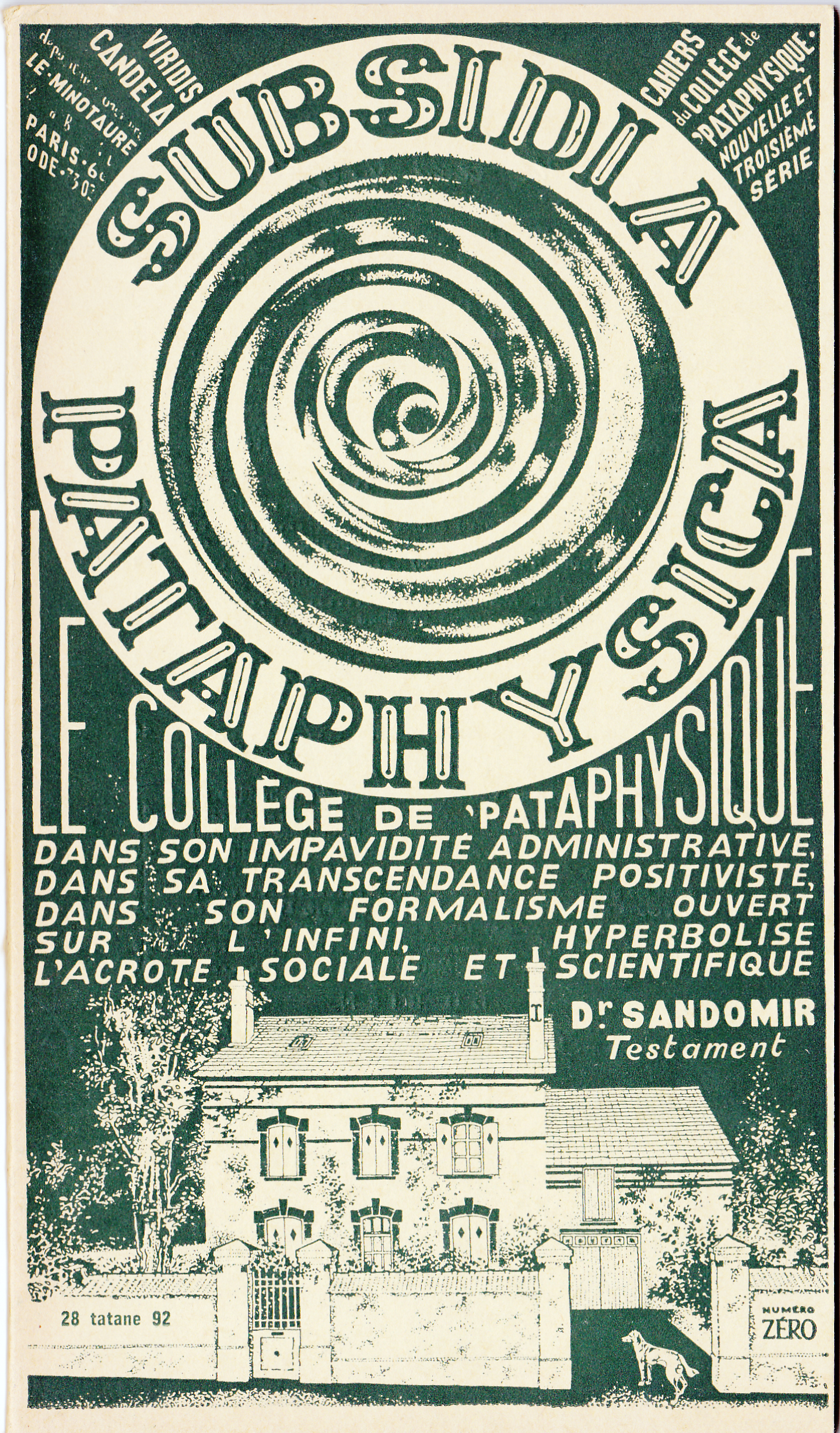
Couverture du numéro zéro des Subsidia Pataphysica, « Du vrai, du Beau, du Bien, Chrestomathie élémentaire.»

0. Chrestomathie élémentaire (10 août 1965)
1. Gouvernement pour les Subsidia (28 décembre 1965)
2. Applications de ces Gouvernements (10 août 1966)
3-4. Guide des environs de Vrigny (8 décembre 1967)
5. Les événements de mai (6 juillet 1968)
6. Varia (10 décembre 1968)
7. Fanzines et crambophylologie (15 juin 1969)
8. Patanalyse de Jules Verne (22 décembre 1969)
9-10. Anthologie pataphysique de Poésie (6 juillet 1970)
11. Les bons auteurs (2 février 1971)
12-13. La poésie politique (8 juin 1971)
14. Exégèse (8 décembre 1971)
15. Oulipo et Chaval (22 février 1972)
16-17. Petite fierté des reliques (14 juillet 1972)
18. Célébration de l’An Cent (27 octobre 1972)
19. La course des Dix Mille Milles (25 février 1973)
20-21. Études sur le Surmâle (30 juin 1973)
22. Varia (22 décembre 1973)
23. La Chine imaginaire (2 mai 1974)
24-25. Croisade pour l’énigme et le roman d’énigme (7 octobre 1974)
26. Variation sur le Ha ha (22 mars 1975)
27-28. Index (19 avril 1975)

## Organographes du Cymbalum Pataphysicum(1975-1986)
1. À la recherche du temps futur (27 octobre 1975)
2-3. De la Gidouille (17 avril 1976)
4. Catalogue des Œuvres mentalistes (29 juillet 1976)
5. Véritable portrait de Monsieuye Hébert (8 décembre 1976)
6. Vie des saints du Calendrier Pataphysique], 1 : (27 janvier 1978)
7. Sur le papat (18 mai 1978)
8-9. Jean Ferry pataphysicien (28 décembre 1978)
10. Lêtre de Jean Ferry (14 avril 1979)
11. Faux en écriture (7 novembre 1979)
12-13. Vie des saints du Calendrier Pataphysique - décervelage (20 juin 1980)
14. Hommage au T.S. François Laloux (24 novembre 1980)
15-16. Le « Faustroll annoté », 1 (18 janvier 1982)
17. État récent des travaux de l’Oulipopo (16 juillet 1982)
18. Rachilde et Jarry (8 septembre 1982)
19-20. Hommage à Rachilde (4 avril 1983)
21-22. Des Hérétiques (23 décembre 1983)
15-16 bis. La navigation de Faustroll, 2 (18 janvier 1984)
23. Mélanges offerts à Ibicrate le Géomètre (25 juin 1984)
24. René Clair et Jean Ferry (5 septembre 1984)
15-16 ter. La navigation de Faustroll, 3 (18 janvier 1985)
25-26. Vie des saints du Calendrier Pataphysique, 2(7 mai 1985)
15-16 quater. La navigation de Faustroll, 4 (21 juillet 1985)
27. Hommage à Jean-Claude Dinguirard, Régent de Thermosophie (30 janvier 1986)
28. Mort des Hommes illustres (19 avril 1986)

## Monitoires du Cymbalum Pataphysicum(1986-1993)
À partir des Monitoires le rythme trimestriel de la revue est strictement respecté. Ce qui induit que celle-ci tous les sept ans change de peau, telle la Boulangère des Mamelles de Tirésisas.
1. Guide de l’Expectateur (14 juillet 1986)
2. Quiproquas et quæproquos (14 novembre 1986)
3. Guide de la traversée du Désert (14 mars 1987)
4. Vie des saints du Calendrier Pataphysique - haha (première quinzaine (15 juin 1987)
5. Vie des saints du Calendrier Pataphysique - haha (deuxième quinzaine) (15 septembre 1987)
6. L’Art de nager, de Jean-Pierre Brisset (15 décembre 1987)
7. Vers (15 mars 1988)
8. Proses (15 juin 1988)
9. Vie des saints du Calendrier Pataphysique - sable (1) (15 septembre 1988)
10. Géographie d’Arsène Lupin (15 décembre 1988)
11. Vie des saints du Calendrier Pataphysique - sable (2) (15 mars 1989)
12. Hommage à Raymond Roussel et Queneau (15 juin 1989)
13. Théorie de la prétention (1) (5-6 octobre 1989)
14. La Patagonie pataphysique (20 novembre 1989) Numéro consacré au royaume d'Araucanie et de Patagonie et à Achille Laviarde.
15. Théorie de la prétention (2) (15 mars 1990)
16. Pâtes et physiques (15 juin 1990)
17. Les Jours et les Nuits, essai d’iconologie documentaire, livre I (15 septembre 1990)
18. Des espèces de l’origine (1) (15 novembre 1990)
19. Les Jours et les Nuits, essai d’iconologie documentaire, livre II et III (15 mars 1991)
20. Des espèces de l’origine (2) (15 mai 1990 (en fait 1991))
21. Prenez garde à la peinture potentielle (15 septembre 1991)
22. Les Jours et les Nuits, essai d’iconologie documentaire, livre IV (15 décembre 1991)
23. Vie des saints du Calendrier Pataphysique - tatane (1) (15 mars 1992)
24. Les Jours et les Nuits, essai d’iconologie documentaire, livre V (15 juin 1992)
25. Vie des saints du Calendrier Pataphysique - tatane (2) (15 septembre 1992)
26. Vingt ans de travaux non forcés, par la S.C. de l’Oulipo (1) (15 décembre 1992)
27. Feux de mots (15 mars 1993)
28. Vingt ans de travaux non forcés, par la S.C. de l’Oulipo (2) (15 juin 1993)

## L'Expectateur(1993-2000)
Liste des Expectateurs. Comme un compte à rebours, cette série commence par le numéro 28, se poursuit par le numéro 27, etc. jusqu'à la Désoccultation.
28. Philippe Merlen, approche chronologique (15 septembre 1993)
27. Statuts et Règlement intérieur du Cymbalum Pataphysicum (15 décembre 1993)
26. Vie des saints du Calendrier Pataphysique : gueules (mars 1994)
25. Une saison au Paradis (juin 1994)
24. Philippe Merlen et Emmanuel Peillet, Histoire d’une amitié (15 septembre 1994)
23. Brutes et truands (décembre 1994)
22. Vie des saints du Calendrier Pataphysique : clinamen (1) (mars 1995)
21. Vie des saints du Calendrier Pataphysique : clinamen (2) (15 juin 1995)
20. Exercice d’Histoire potentielle (15 septembre 1995)
19. Un nommé Opach (15 décembre 1995)
18. L’Outrapo (15 mars 1996)
17. Le traité de la pêche à la ligne d’Alfred Jarry (15 juin 1996)
16 : Vie des saints du Calendrier Pataphysique : pédale (septembre 1996)
15. Varia (15 décembre 1996)
14. Ouvroir de Bande Dessinée Potentielle (15 mars 1997)
13. 499 petites annonces; Mario Ruspoli, R. (15 juin 1997)
12. Vie des saints du Calendrier Pataphysique : merdre (15 septembre 1997)
11. Pataphysique merdicale (15 décembre 1997)
10. Patarmorial (15 mars 1998)
9. Défense de l’Arche (15 juin 1998)
8. Vie des saints du Calendrier Pataphysique : palotin (15 septembre 1998)
7. Glossaire du Docteur Sandomir (15 décembre 1998)
6. Vie des saints du Calendrier Pataphysique : gidouille (15 mars 1999)
5. Le galant pataphysicien (15 juin 1999)
4. Vie des saints du Calendrier Pataphysique : phalle (15 septembre 1999)
3. Hommage au Régent Luc Étienne (15 décembre 1999)
2. Anthologie du savoir vivre (15 mars 2000)
1. Désoccultation (8 juin 2000)

## Carnets trimestriels du Collège de ’Pataphysique(2000-2007)
1. Allégeances (15 septembre 2000)

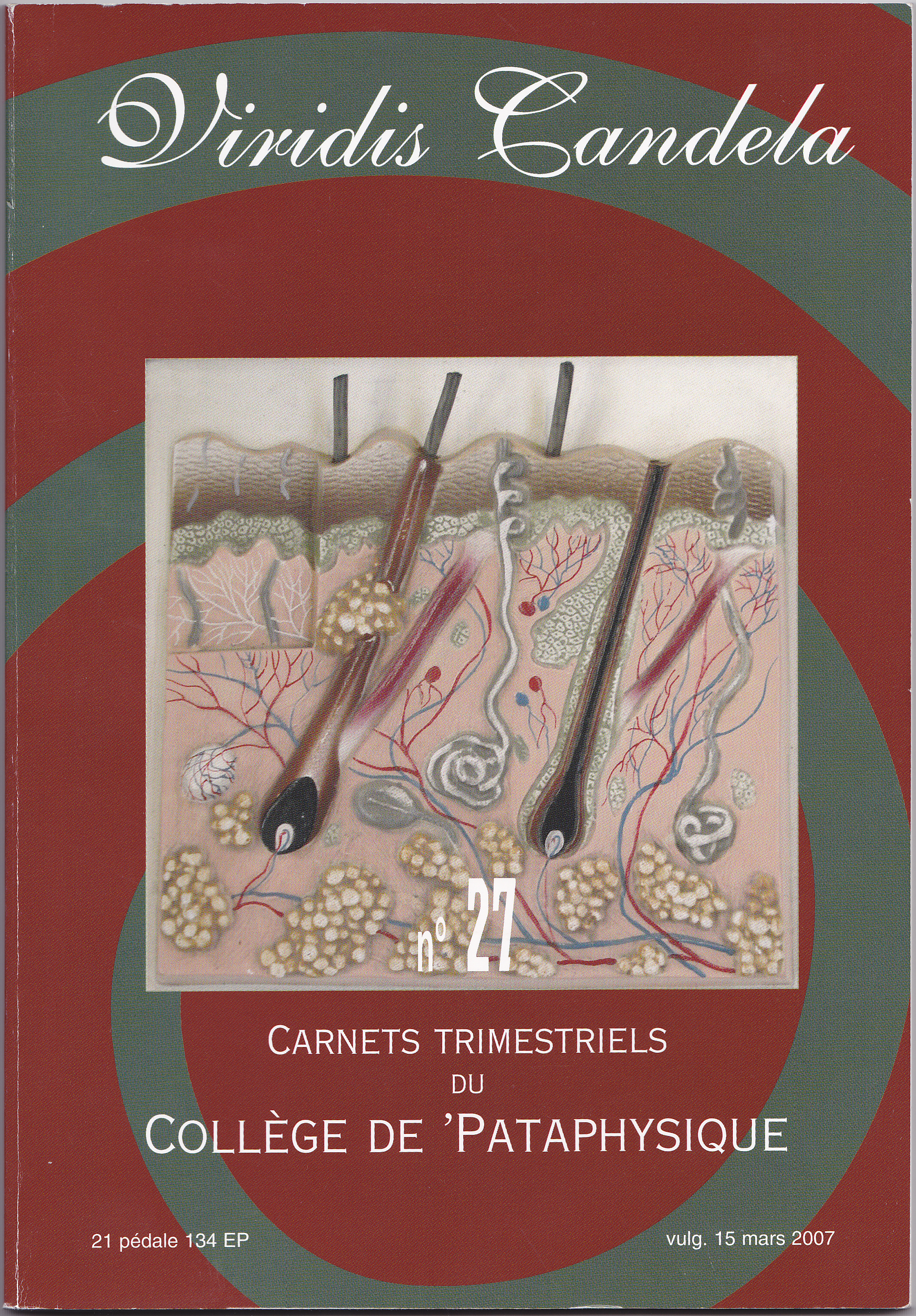
Couverture du numéro 27, consacré au poil. Les États généraux du Poil eurent lieu du 30 mars au 1er avril 2007 au Palais de Tokyo, à Paris.

2. Le Collège à la Collégiale (8 décembre 2000)
3. Au travail ! (15 mars 2001)
4. Éloge et histoires des Satrapes (15 juin 2001)
5. Simiestition (15 septembre 2001)
6. Les Silènes (15 décembre 2001)
7. Illuminations (15 mars 2002)
8. Vive la France ! (15 juin 2002)
9. Patalindromes (15 septembre 2002)
10. Aptonymes et autres onomonymes (15 décembre 2002)
11. Maurice Saillet, Satrape (15 mars 2003)
12. Tampons et plaques (15 juin 2003)
13. Pataphysique vestrogothique (15 septembre 2003)
14. Taches (15 décembre 2003)
15. Pour Enrico Baj (15 mars 2004)
16. Adam (15 juin 2004)
17. Trous, Néants et Mirages (8 septembre 2004)
18. François Le Lionnais, R. (15 décembre 2004)
19. Ou-X-Po : la Réunion (15 mars 2005)
20. Jean-Hugues Sainmont P.G.A. & R. (15 juin 2005)
21. Pour une cartographie pataphysique (15 septembre 2005)
22. Travaux de la Provection (15 décembre 2005)
23. La production des apparences (15 mars 2006)
24. Patanniversaires (15 juin 2006)
25. Supplément au Faustroll annoté (8 septembre 2006)
26. La Chine et l’Oupolpot (15 décembre 2006)
27. Le Poil (15 mars 2007)
28. Sa Magnificence Lutembi (15 juin 2007)

## Correspondancier du Collège de ’Pataphysique(2007-2014)
Liste des Correspondanciers

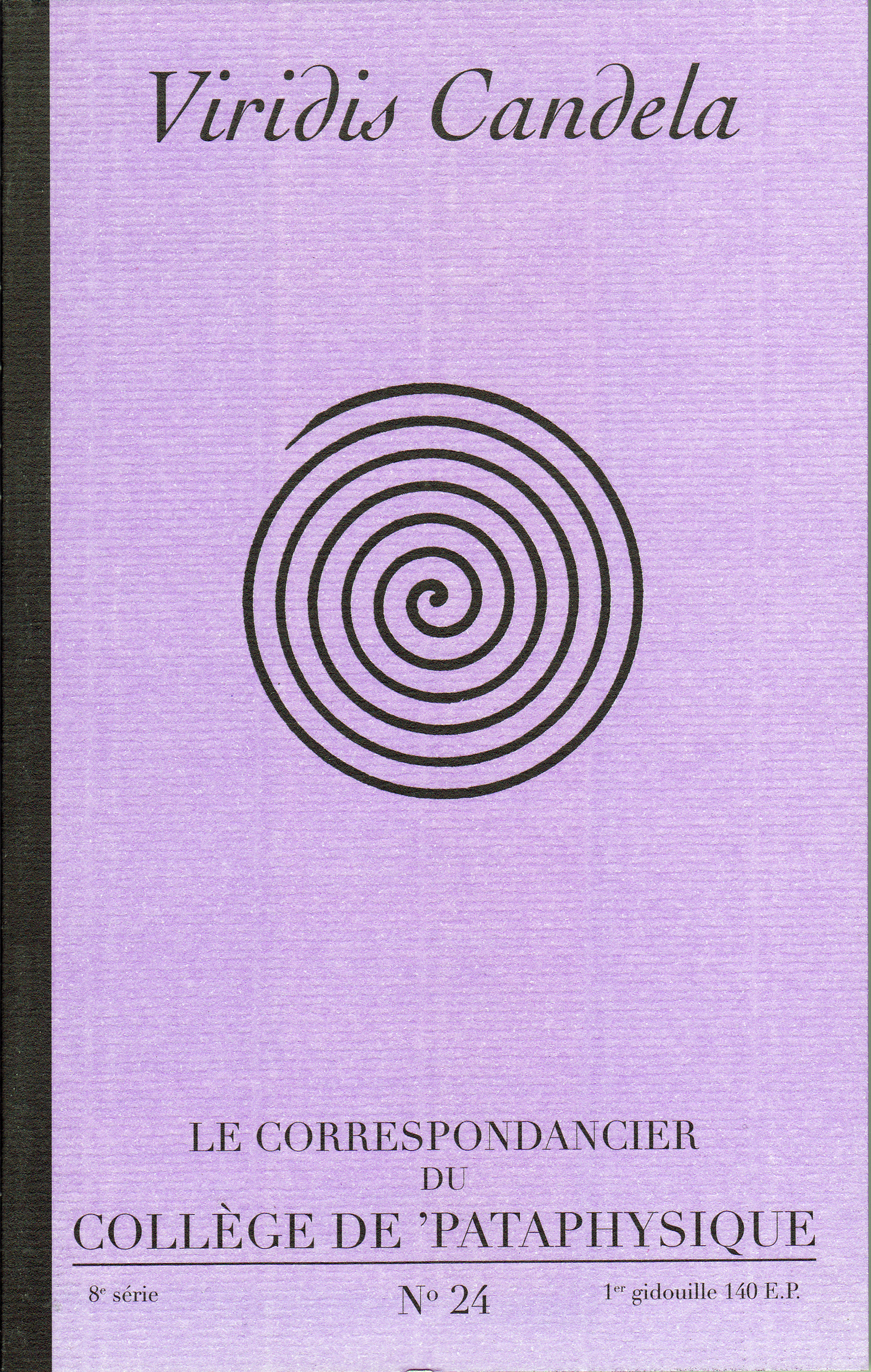
Couverture du Correspondancier du Collège de ’Pataphysique n°24, consacré à la ’Pataphysique portègne : Macedonio Fernández, Xul Solar, etc.

1. Monstres, 8 absolu 135 E.P. (15 septembre 2007)
2. Fiction de la fiction, 15 sable 135 E.P. (15 décembre 2007)
3. Horoscopes, 21 pédale 135 E.P. (15 mars 2008)
4. Sur la peinture peinte, 1er gidouille 135 E.P. (15 juin 2008)
5. Les Pieds-nickelés, 8 absolu 136 E.P. (15 septembre 2008)
6. Mauvais goût, 15 sable 136 E.P. (15 décembre 2008)
7. Décervelage, 21 pédale 136 E.P. (15 mars 2009)
8. Boris Vian & le Major, 1er gidouille 136 E.P. (15 juin 2009)
9. Travaux des Instituts, 8 absolu 137 E.P. (15 septembre 2009)
10. Brutes, 15 sable 137 E.P. (15 décembre 2009)
11. Travaux des Instituts, 2, 21 pédale 137 E.P. (15 mars 2010)
12. Patabotanique, 1er gidouille 137 E.P. (15 juin 2010)
13. Les saints, 8 absolu 138 E.P. (15 septembre 2010)
14. Arthur Cravan, 15 sable 138 E.P. (15 décembre 2010)
15. Contrepicterie, 21 pédale 138 E.P. (15 mars 2011)
16. Les Saints, 2, 1er gidouille 138 E.P. (15 juin 2011)
17. Mère Ubu, 8 absolu 139 E.P. (15 septembre 2011)
18. Extraterrestres, 15 sabele 139 E.P. (15 décembre 2011)
19. La Langouste atmosphérique, 21 pédale 139 E.P (15 mars 2012)
20. Patachronie, 1er gidouille 139 E.P. (15 juin 2012)
21. Équivalence, 8 absolu 140 E.P. (15 septembre 2012)
22. Livres imaginaires, 15 sable 140 E.P. (15 décembre 2012)
23. Stanley Chapman, 21 pédale 140 E.P. (15 mars 2013)
24. Pataphysique portègne, 1er gidouille 140 E.P. (15 juin 2013)
25. Beautés de la Science, 8 absolu 141 E.P. (15 septembre 2013)
26. Raymond Roussel, 15 sable 141 E.P. (15 décembre 2013)
27. Chrysalides, 21 pédale 141 E.P. (15 mars 2014)
28. Fin du monde, 1er gidouille 141 E.P. (15 juin 2014)

## Le Publicateur du Collège de ’Pataphysique(2014-2021)
Liste des Publicateurs
1. Torma, 8 absolu 142 (15 septembre 2014)

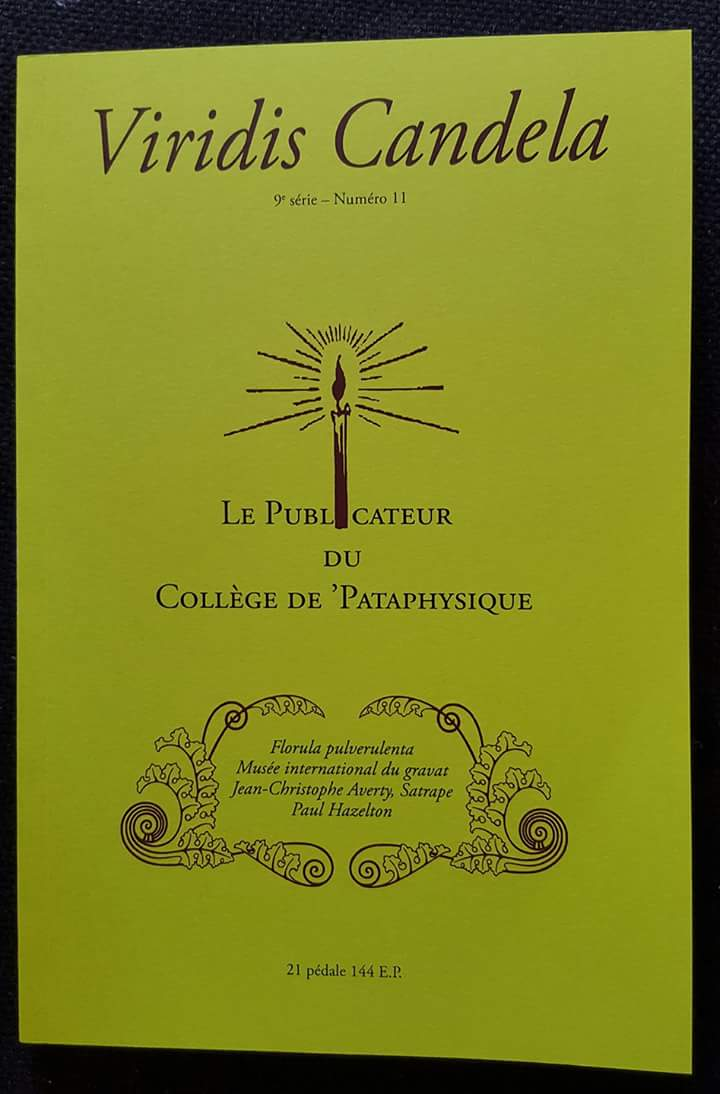
Couverture du Publicateur du Collège de 'Pataphysique n°11, consacré à la poussière.

2. Machines volantes, 15 sable 142 (15 décembre 2014)
3. L'Impromptu du Krémlin, 21 pédale 142 (15 mars 2015)
4. Ohl * Emar, 1er gidouille 142 (15 juin 2015)
5. Archéologie imaginaire, 8 absolu 143 (15 septembre 2015)
6. Ethnographie imaginaire, 15 sable 143 (15 décembre 2016)
7. Holmes * Musiques fictives * Leçons, 21 pédale 143 (15 mars 2016)
8. Complots, 1er gidouille 143 (15 juin 2016)
9. Pédagogies, 8 absolu 144 (15 septembre 2016)
10. Traductions & Trahisons, 15 sable 144 (15 décembre 2017)
11. Poussière, 21 pédale 144 (15 mars 2017)
12. Tourisme, 1er gidouille 144 (15 juin 2017)
13. L'Esprit de l'escalier, 8 absolu 145 (15 septembre 2017)
14. L'Échec, 15 sable 145 (15 décembre 2017)
15. Mélanges offerts à Paul Gayot, 21 pédale 145 (15 mars 2018)
16. Correspondance Pia-Latis, 1er gidouille 145 (15 juin 2018)
17. L'Esprit de l'escalier B, 8 absolu 146 (15 septembre 2018)
18. Candidats à la sainteté, 15 sable 146 (15 décembre 2018)
19. Vies imaginaires, 21 pédale 146 (15 mars 2019)
20. Noël Arnaud au Collège, 1er gidouille 146 (15 juin 2019)
21. Calendriers, 8 absolu 147 (15 septembre 2019)
22. L'Aventure, 15 sable 147 (15 décembre 2019)
23. L'esprit de l'escalier C, 21 pédale 147 (15 mars 2020)
24. Résurgences, 1er gidouille 147 (15 juin 2020)
25. Injures & Flagorneries, 8 absolu 148 (15 septembre 2020)
26. Hommage à Thieri Foulc, 15 sable 148 (15 décembre 2020)
27. Apparaissances du T.S. P.E. Lincoln, 21 pédale 148 (15 mars 2021)
28. les Administrations collégiales, 1er gidouille 148 (15 juin 2021)

## Spéculations du Collège de ’Pataphysique(2021-)
Liste des Spéculations
1. Les mobilités douces, 1er absolu 149, (8 septembre 2021)
2. Numéro divers, 15 sable 149, (15 décembre 2021)
3. Les Banquets, 21 pédale 149, (15 mars 2022)
4. Listes, 1er gidouille 149, (15 mars 2022)
5. Michel Leiris patapysicien, 8 absolu 150, (15 septembre 2022)
6. Les Vides & les Blancs, 15 sable 150, (15 décembre 2022)
7. Statues, 21 pédale 150, (15 mars 2023)
8. Culminantes Leçons, 1er gidouille 150, (15 juin 2023)
9. Régimes alimentaires, I, 8 absolu 151, (15 septembre 2023)
10. Régimes alimentaires, II, 15 sable 151, (15 décembre 2023)
11. Livraison vernale, 21 pédale 151, (15 mars 2024)
12. Inventions, I, 1er gidouille 151, (15 juin 2024)
13. Livraison Phthinoporone, 8 absolu 152, (15 septembre 2024)
14. Inventions, II, 15 sable 152, (15 décembre 2024)
15. Cactus & 'Pataphysique, 21 pédale 152, (15 mars 2025)

## Sources
- Collectif, les numéros eux-mêmes.
- Collectif, Promptuaire des publications du Collège de 'Pataphysique et du Cymbalum Pataphysicum arrêté au 1er gidouille 127, 2001.
- Collectif, Site internet du Collège de 'Pataphysique.